# 王务迪
王务迪（1928年—2021年8月10日），男，浙江嘉兴人，中华人民共和国医学家，曾任温州医学院副院长，浙江省政协副主席，第七、八届全国政协委员。

## 生平
2021年8月10日，在杭州逝世，享耆壽93岁。